# Uniforme des carabiniers français du Premier Empire

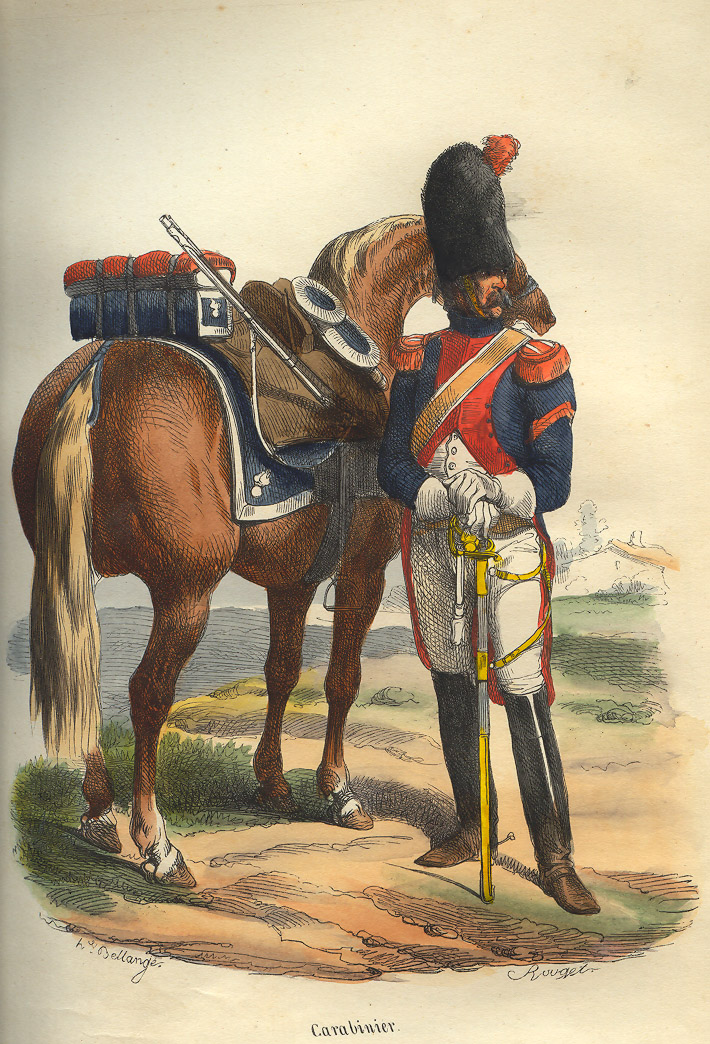
Uniforme du carabinier à cheval entre 1804 et 1809 par Hippolyte Bellangé.

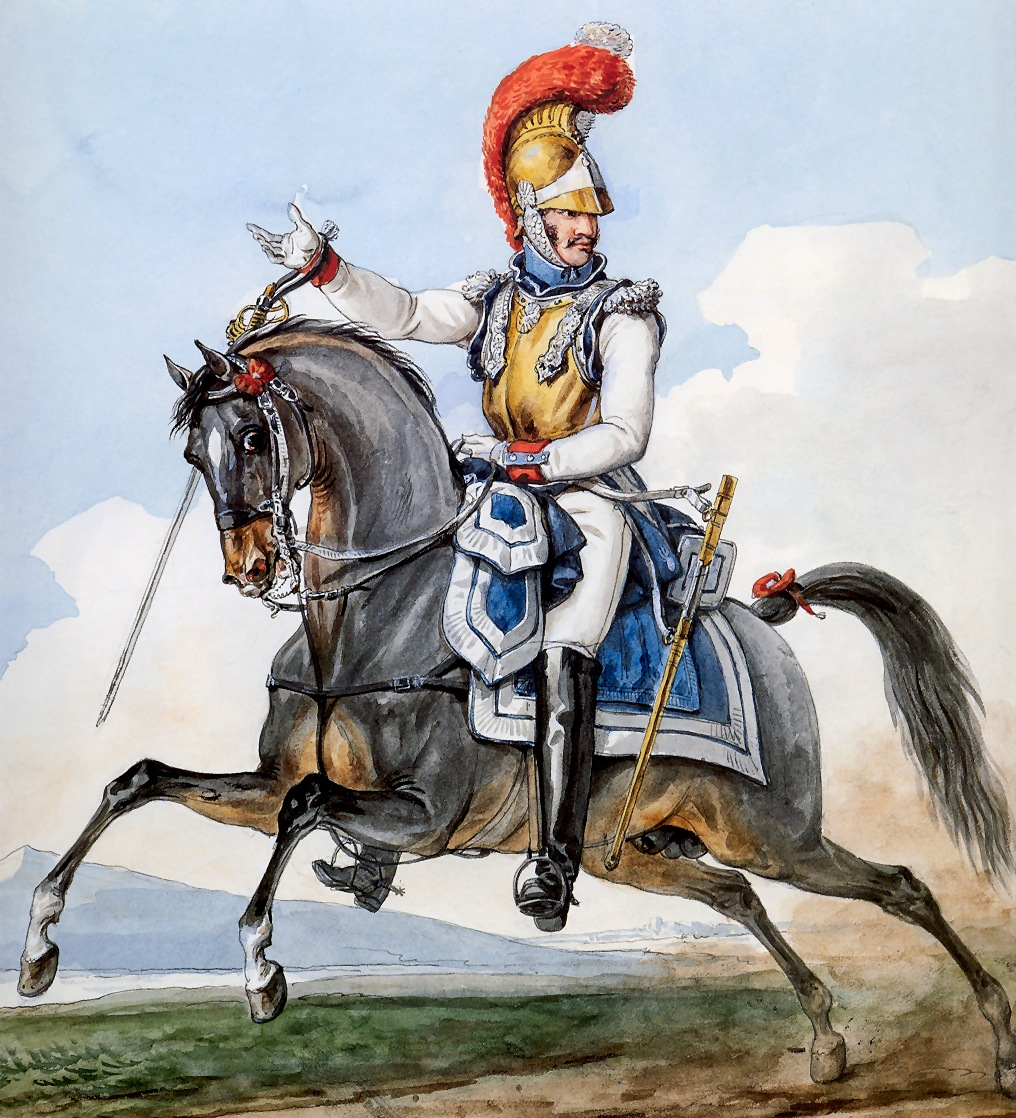
Uniforme du carabinier à cheval de 1809 à 1812 par Carle Vernet.

L'uniforme des carabiniers français est le costume militaire et réglementaire porté par les carabiniers à cheval de la cavalerie lourde de l'armée napoléonienne. L'uniforme a connu une évolution radicale en 1809 quand Napoléon en confie le commandement à son frère Louis, qui change cette unité en cavalerie cuirassée.